# Two Is Better Than One
Two Is Better Than One è un singolo del 2009 dei Boys Like Girls interpretato insieme a Taylor Swift.
Il brano è scritto da Martin Johnson e pubblicato nell'album Love Drunk.
Il videoclip della canzone è stato diretto da Meiert Avis.

## Tracce
1. Two Is Better Than One (feat. Taylor Swift) – 4:02